# Филадельф (Пузино)
Архимандри́т Филаде́льф (в миру Константин Иванович Пузино или Пузина; 1786, село Шишаки, Хорольский уезд, Киевское наместничество — 1851, Китаевская пустынь, Киевская губерния) — архимандрит Русской православной церкви.

## Биография
Родился в 1786 году в селе Шишаки Хорольского уезда Киевского наместничество (впоследвие это была территория Полтавской губернии; ныне Полтавская область) в дворянской семье. Отец его был выходец из Литвы, поселился в этом селе, владел крестьянами.
В 1809 году окончил Полтавскую духовную семинарию, которая в том время располагалась в Переяславе. По окончании семинарии поступил в Санкт-Петербургскую духовную академию. Во время пребывания в Петербургской Духовной академии написал несколько стихотворений на украинском и русском языках. В 1814 году окончил духовную академию со степенью кандидата богословия учителем еврейского и французского языков.
13 августа 1814 года определен профессором еврейского и французского языков в Вологодскую духовную семинарию. С 16 марта 1819 по 13 декабря 1821 года проходил должность преподавателя по изъяснению Священного Писания Нового Завета. 20 сентября 1820 года назначен библиотекарем семинарии.
28 мая 1822 года принял монашеский постриг с именем Филадельф, 5 июля того же года посвящён в сан иеродиакона, и 9 июля — в иеромонахи, с причислением к штату вологодского архиерейского дома.
17 сентября того же года произведён в сан игумена и перемещен в Черниговскую духовную семинарию на должность инспектора и учителя философии и французского языка.
С 30 января 1823 года состоял, кроме того, смотрителем уездных духовных училищ.
12 августа 1823 года ему поручено управление Козелецким Георгиевским монастырём.
20 сентября 1825 года назначен ректором и наставником богословских наук в Воронежской духовной семинарии, в то же время был членом духовной консистории, благочинным монастырей и цензором проповедей.
22 июля 1826 года возведен в сан архимандрита Алексеево-Акатова монастыря. 10 сентября того же года назначен благочинным монастырей и цензором проповедей, сказываемых в кафедральном соборе.
В феврале 1829 году был перемещён в перемышльский Троицкий Лютиков монастырь Калужской епархии.
В 1830 году назначен настоятелем Московского Златоустовского монастыря. Одновременно состоял членом московской консистории и много содействовал гражданскому начальству в борьбе с холерой.
25 января 1831 года был определён ректором Кишинёвской духовной семинарии, членом консистории и настоятелем Курковского Рождество-Богородичного монастыря.
В 1833—1835 годы исполнял должность ревизора бессарабских школ взаимного обучения.
По отзывам современников, это был очень ученый человек, работоспособный и митрополит Кишиневский Димитрий (Сулима) указывал на него Святейшему Синоду, как на кандидата в викарии себе: «это было бы весьма полезно для края, так как сей по всему достойный сановник навык уже и здешнему языку и может обойтись без переводчика».
В 1845 году напечатано его сочинение «Обозрение соборного послания св. Апостола Иакова с краткими нравоучениями».
В 1846 года вызван в Санкт-Петербург для исправления чреды священнослужения и проповеди.
В 1837 году уволен от должности ректора и профессора богословских наук, Кишинёвской духовной семинарии. 1 июля 1837 года уволен от должности настоятеля Курковского монастыря и «переименован» настоятелем Добрушского Николаевского монастыря.
В 1849 году него возникла ссора с преподавателем семинарии Никитским. Дошло до того, что архимандрит Феофилакт устроил в своей квартире драку, закончившуюся во дворе семинарском. Преподаватель жаловался, было назначено следствие и совершенно уволен от духовно-учебной службы, с оставлением в управлении его, до окончания следствия, Добрушского монастыря. Затем архимандрит Филадельф был выслан на покой в Китаевскую пустынь около Киева, где он спустя два года, скончался.